# Karl den heliges orden

Karl den heliges orden.

Karl den heliges orden (franska: Ordre de Saint-Charles) är en orden instiftad 1858 av furst Karl III av Monaco. Orden är en belöning för verksamhet i statens eller furstens tjänst.  I vissa fall kan den beviljas utlänningar. Det delas ut av den nuvarande stormästaren furst Albert II.